# Mollerusa
Mollerusa (oficialmente en catalán Mollerussa) es una ciudad y municipio español, capital de la comarca de la Plana de Urgel en la provincia de Lérida, Cataluña.
La localidad ha crecido a partir del siglo XIX en torno al canal de Urgel, que transporta agua desde el río Segre a los campos de cultivo cercanos. La instalación del sindicato de regantes convirtió a la población en sede administrativa de los labradores de la región, y a partir del siglo XX se desarrolló tanto la agricultura como el sector industrial. Hoy residen más de 15 000 habitantes en una superficie de 7,08 km², lo que la convierte en una de las ciudades catalanas con mayor densidad de población.

## Toponimia
El primer topónimo documentado es la forma latina Mulieruciam, recogida en el cartulario Liber feudorum maior (1078), sobre cuyo origen existen diversas teorías. El folclorista Antoni Maria Alcover apuntó en su diccionario que Mollerussa podría derivar de la palabra catalana moll (húmedo, humedal), en mención al exceso de agua del suelo de la villa. Por su parte, el historiador Rodrigo Pita Mercé, especializado en la historia de Lérida, apunta a la palabra árabe «moala-al-arusa» (casa de la novia) que referenciaba la casa de postas.
El nombre oficial y de uso más extendido es el catalán Mollerussa. El topónimo en español es muy similar, aunque solo emplea una «s» en vez de dos.

## Historia

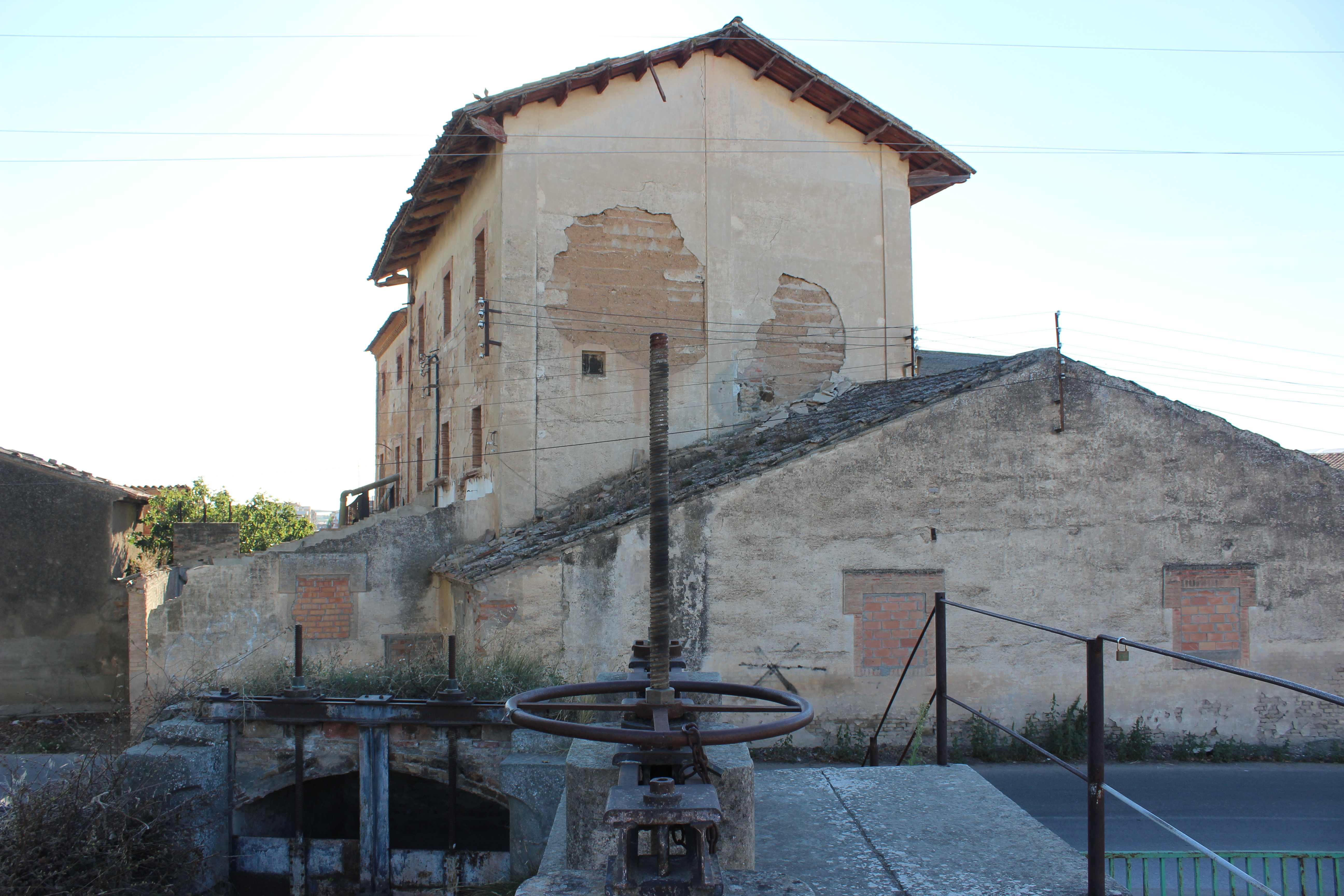
Antiguo edificio de la fábrica de harinas, junto al canal de Urgel.

La primera mención escrita de Mollerusa figura en el cartulario Liber feudorum maior (1078), por el cual los condes Ramón Berenguer II y Berenguer Ramón II habían otorgado a Berenguer Gombau de Anglesola y a su esposa los territorios comprendidos entre los castillos de Anglesola y de Golmés en el condado de Urgel, con el propósito de reconquistar, repoblar y expulsar de allí a los almorávides.
La población actual tiene origen en una casa de postas en el camino real entre Barcelona y Lérida. Una vez se produjo la reconquista, quedó bajo control del obispado de Vich hasta que en 1597 se cedieron los terrenos a la diócesis de Solsona. El mayor acontecimiento en la Edad Moderna fue la construcción de la capilla de San Isidoro, actualmente incluida en el Inventario del Patrimonio Arquitectónico de Cataluña. La división territorial de España en 1833 sitúa a Mollerusa en la provincia de Lérida, de la que actualmente forma parte.
La llegada del ferrocarril en 1861 y su cercanía con las cuatro comarcas limítrofes (Segriá, Noguera, Urgel y Las Garrigas) convirtió a la población en sede administrativa del nuevo canal de Urgel y del sindicato de regantes. El otro hecho reseñable fue la inauguración en 1872 de la Feria Agrícola de San José (Fira de Sant Josep). En 1902 quedó inaugurada la vía ferroviaria entre Mollerusa y Balaguer, impulsada por el industrial Manuel Bertrand para el transporte de remolacha hacia la Azucarera del Segre en Menarguens.
El desarrollo de la agricultura en la década de 1960 y de la economía leridana ha conllevado un reseñable crecimiento demográfico. En 1975 Mollerusa obtuvo el título de ciudad, y en 1988 dejó la comarca del Segriá para convertirse en capital de la nueva comarca catalana de la plana de Urgel.

## Geografía

### Ubicación
Mollerusa está situada en el sur de la provincia de Lérida, en el oeste de la Cataluña interior, a 255 metros sobre el nivel del mar. Es la capital de la comarca de plana de Urgel y está a medio camino entre Lérida y Tárrega, las dos ciudades más importantes de la provincia. El término municipal tiene una superficie de 7,05 km².
La población está a 23 km de Lérida y a 140 km de Barcelona. 
| Noroeste: Palau de Anglesola | Norte: Palau de Anglesola | Noreste: Vilasana  |
| Oeste: Fondarella            |                           | Este: Golmés       |
| Suroeste: Torregrosa         | Sur: Miralcamp            | Sureste: Miralcamp |

### Clima
Igual que otras ciudades leridanas, Mollerusa presenta un clima semiárido propio del valle del Ebro y de su ubicación interior. Los inviernos son húmedos y fríos, mientras que los veranos son cálidos.

## Demografía
La población de Mollerusa, cifrada en 14 574 habitantes en 2017 según el Instituto Nacional de Estadística, convierte a la capital de la plana de Urgel en una de las ciudades con mayor densidad de población de España: la superficie total es de tan solo 7,05 km². La evolución demográfica ha girado en torno al desarrollo de la agricultura, con repuntes en los años 1970 y en la década del 2000.
Mollerusa es también una de las ciudades de la provincia de Lérida con mayor porcentaje de inmigrantes: conviven un total de 3892 habitantes extranjeros (26% del total) y más de 60 nacionalidades distintas.
| 1900 | 1930 | 1950 | 1970 | 1981 | 1991 | 2001   | 2011   |
| ---- | ---- | ---- | ---- | ---- | ---- | ------ | ------ |
| 1760 | 3185 | 3705 | 6685 | 8350 | 8966 | 10 004 | 14 705 |

## Administración y política

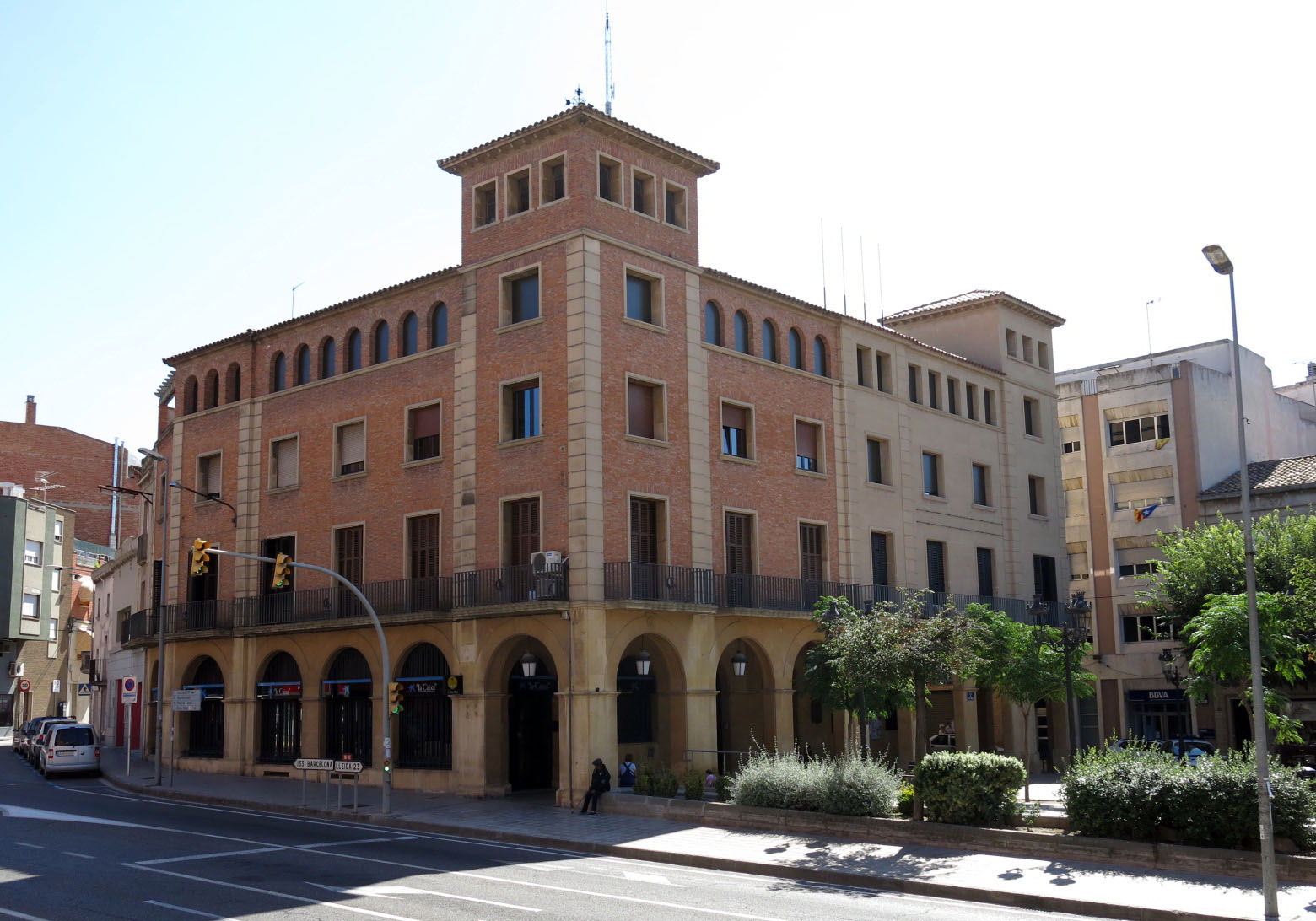
Ayuntamiento de Mollerusa.

Mollerusa es capital de la comarca leridana de la Plana de Urgel, y por tanto están ubicados en ella los entes administrativos de este ámbito. El edificio modernista de Cal Niubó no es solo la sede del consejo comarcal, sino también del resto de consorcios como el Patronato de Turismo o el Instituto de Estudios Comarcales entre otros.
El gobierno del ayuntamiento de Mollerusa se escoge por sufragio universal en elecciones celebradas cada cuatro años. Desde 1979 la ciudad ha estado gobernada casi exclusivamente por alcaldes de Convergència i Unió, actual Partido Demócrata Europeo Catalán, salvo un breve mandato del Partido Socialista entre 2007 y 2011. El actual alcalde es el convergente Marc Solsona, quien obtuvo mayoría absoluta en las últimas elecciones municipales de 2015.
| Candidaturas con representación | Candidaturas con representación                 | 2019  | 2019       | 2019 |
| Candidaturas con representación | Candidaturas con representación                 | %     | Concejales |      |
|                                 | Junts per Catalunya (JxCAT)                     | 49,60 | 9          |      |
|                                 | Esquerra Republicana - Acord Municipal (ERC-AM) | 24,9  | 5          |      |
|                                 | Partido Socialista - Progrès Municipal (PSC-CP) | 13,13 | 2          |      |
|                                 | Partido Popular (PP)                            | 5,44  | 1          |      |

### Listado de alcaldes desde 1979
| Alcalde              | Inicio del mandato | Fin del mandato | Partido | Partido         |
| Joan Roca Llardén    | 1979               | 1983            |         | CiU             |
| Magí Carné Tella     | 1983               | 1987            |         | CiU             |
| Josep Grau Seris     | 1987               | 1999            |         | CiU             |
| Antoni Bosch Miquel  | 1999               | 2007            |         | CiU             |
| Teresa Ginestà Riera | 2007               | 2011            |         | PSC             |
| Marc Solsona Aixalà  | 2011               | 2015            |         | CiU             |
| Marc Solsona Aixalà  | 2015               | 2019            |         | CiU             |
| Marc Solsona Aixalà  | 2019               | 2023            |         | JxCAT           |
| Marc Solsona Aixalà  | 2023               | 2027            |         | Ara Pacte Local |

## Economía
La población se ha desarrollado a partir del siglo XIX gracias al canal de Urgel, que transporta agua desde el río Segre a los campos de cultivo cercanos, y a la instalación allí del sindicato de regantes. Su economía se ha basado históricamente en el sector primario, con la producción en los terrenos cercanos de trigo, cebada, aceite y vino; a partir de la década de 1910 se desarrolla la producción de cereales, alfalfa y frutas, y en los años 1950 se introduce la agricultura mecanizada. Por otro lado, hasta los años 1980 hubo una reseñable industria ganadera.
Desde 1872 se celebra la Feria de San José (Fira de Sant Josep), feria de referencia a nivel catalán para maquinaria agrícola e industrial.
El sector industrial recibió un impulso con la llegada del ferrocarril y el desarrollo de nuevas vías de transporte. La industria local es conocida por sus por empresas de construcción y por el procesado de alimentos; entre las empresas con sede social allí descatan Leche El Castillo, (productos lácteos) y Prefabricados Pujol (material de construcción).

## Cultura

### Patrimonio

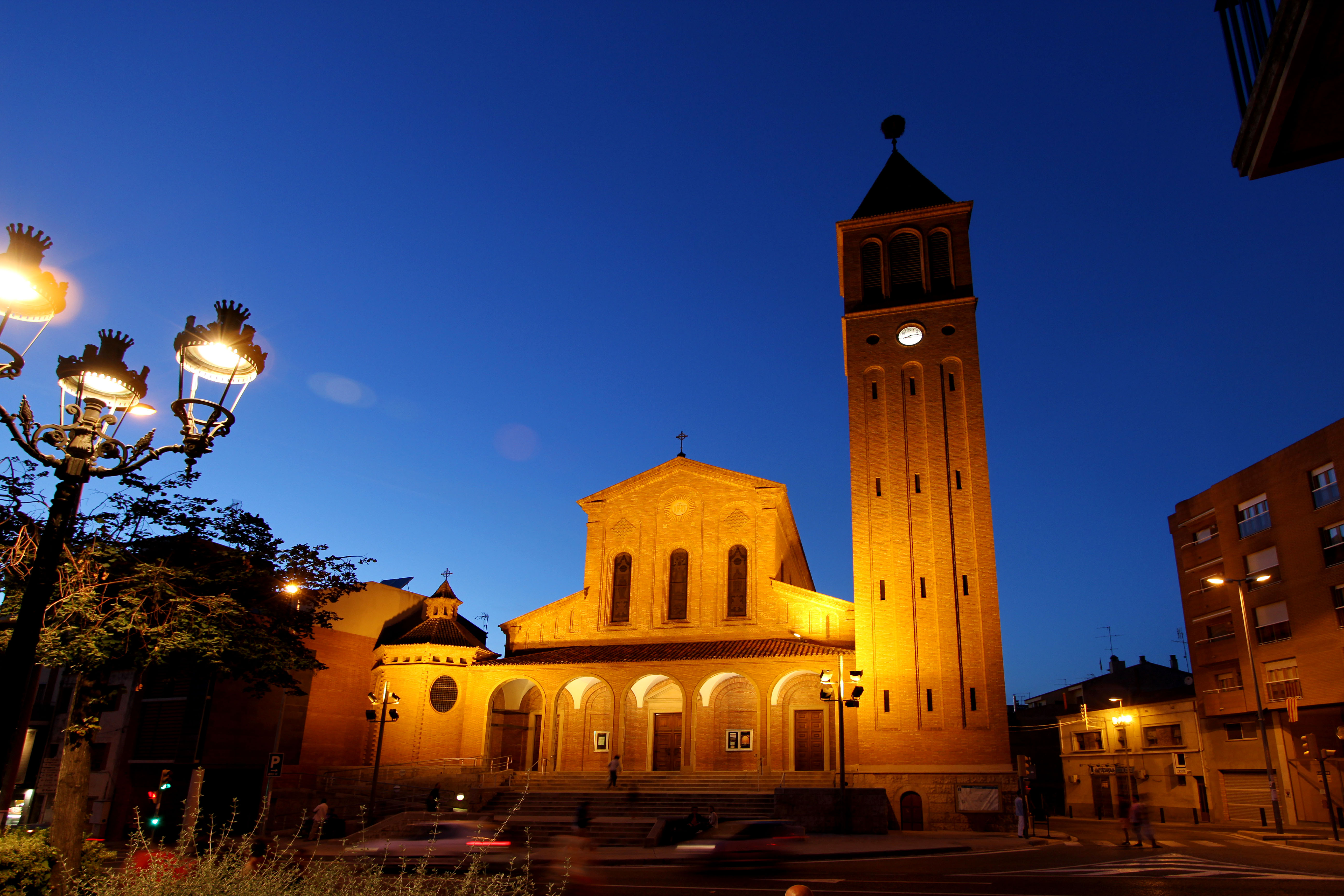
Fachada de San Jaime de Mollerusa.

La iglesia de San Jaime (Sant Jaume de Mollerussa) es la principal parroquia católica y está ubicada frente a la plaza del ayuntamiento. Consta de tres partes: la propia iglesia, cuyo interior está diseñado por el arquitecto Isidre Puig i Boada; un campanario a los pies del edificio principal, y un baptisterio. Fue construida entre 1941 y 1952 sobre los restos del principal templo del pueblo, siguiendo un estilo historicista con influencias italianas y exterior de ladrillo visto.
Antes de que se construyera la iglesia de San Jaime, el principal lugar de oración era la capilla de San Isidoro (Capella de Sant Isidori), dedicada al patrón Isidoro de Quíos y que data del siglo XVII. Está situada en las proximidades de la plaza mayor. El interior sigue un estilo gótico renacentista que aprovecha el reducido tamaño; aunque la imagen de San Isidoro fue destruida al comienzo de la guerra civil española, pudo ser restaurada de los pedazos originales en 1977.
Además de los santuarios, en Mollerusa destacan los edificios construidos en el siglo XX en torno al desarrollo del canal de Urgel, tales como la Casa del Canal (sede del Espai Cultural) o la esclusa. Existen numerosas casas señoriales de inspiración modernista; la de Cal Niubó, construida entre 1905 y 1906, es la actual sede del consejo comarcal de la Plana de Urgel.

### Teatro y museos

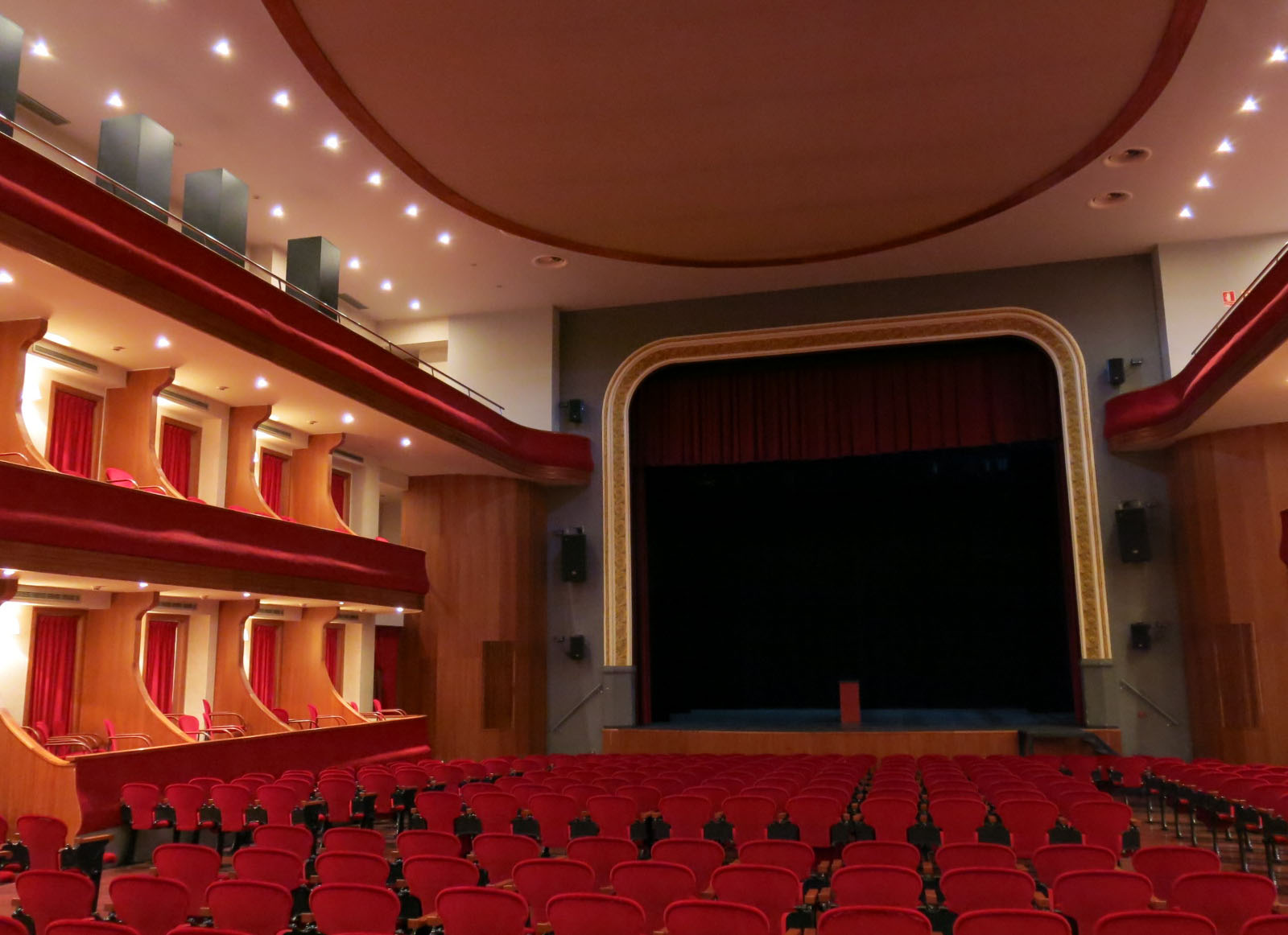
Interior del teatro de Mollerusa.

El Teatro L'Amistat es el principal centro cívico de Mollerusa. Fue construido en 1905 sobre un edificio anteriormente utilizado para almacenar alfalfa, con fondos aportados por la pequeña burguesía de la comarca. El aforo del teatro es de 551 localidades distribuidas entre platea (384 asientos) y dos pisos con un total de 43 palcos. Además el centro cuenta con cafetería, museo y salas de exposición.
El Museo de Vestidos de Papel (Museu Vestits de Paper), inaugurado en 1988 junto al teatro de la ciudad, está dedicado a las obras exhibidas en el Concurso Nacional de Vestidos de Papel, considerado pionero de su género en Cataluña desde la primera edición celebrada en 1965. El otro recinto es el Espacio Cultural de los Canales de Urgel (Espai Cultural dels Canals d'Urgell), dedicado al desarrollo del canal de Urgel.
La principal biblioteca de la localidad es la Biblioteca Comarcal Jaume Vila, inaugurada el 30 de noviembre de 1996.

### Fiestas
Las dos fiestas municipales son la Fiesta de San Isidoro, a finales del mes de abril, y la Fiesta Mayor que tiene lugar cada tercer viernes del mes de mayo. Este último evento es el más importante a nivel local, con una duración estimada de tres o cuatro días. Por otro lado, Mollerusa fue capital de la Sardana en 2016.
El Concurso Nacional de Vestidos de Papel suele celebrarse cada año en diciembre.

### Deportes
El principal club deportivo es el Club de Fútbol Jovent Mollerussa, que disputa sus partidos en el campo municipal (4000 localidades). Aunque hoy milita en Regional Preferente, este equipo llegó a jugar en Segunda División en la temporada 1988-89, lo que convirtió a Mollerusa en la ciudad española más pequeña que haya tenido representación en categoría profesional. La otra instalación es el polideportivo municipal.

## Transportes

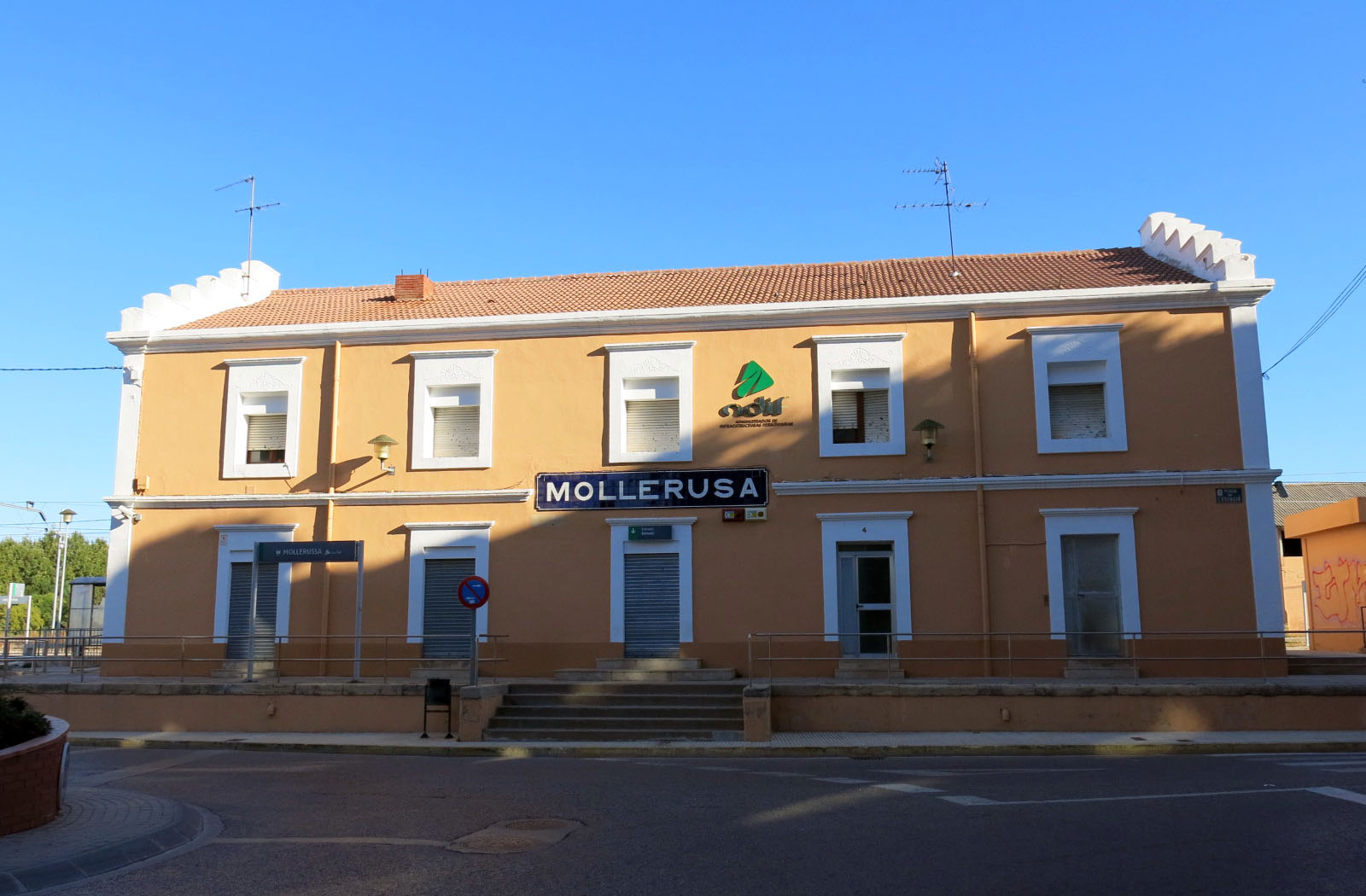
Exterior de la estación de tren de Mollerusa, también conocida como estación del Norte.

El transporte de Mollerusa depende en gran medida del tráfico rodado. La ciudad está conectada a una carretera radial (N-2), que atraviesa el centro del casco urbano, y a la autovía del Nordeste (A-2). La construcción de esta última en 1993 permite una mejor conexión con las cercanas Lérida y Tárrega.
En lo que respecta al transporte público, Mollerusa cuenta con servicios de autobús y ferrocarril. La red de autobuses está integrada en la Autoridad Territorial de la Movilidad de Lérida que coordina este servicio en toda la provincia. Por otro lado, la estación de tren de Mollerusa está integrada en el servicio de Media Distancia; forma parte de la Línea R12 de Rodalies de Catalunya entre Hospitalet de Llobregat y la estación de Lérida Pirineos. La vía férrea no está soterrada, por lo que hay un paso a nivel y un paso inferior.
El aeropuerto de Lérida-Alguaire está ubicado a 40 kilómetros de la localidad, a media hora en coche.

### Historia general
- Badia i Vilà, Tomàs (1976). Mollerussa detalls per a una història [Mollerussa detalles para una historia]. Barcelona-Sarrià: Parròquia de Mollerussa; Escola Gràfica Salesiana. ISBN 84-400-9749-2.
- Domingo Coll, Jordi (1991). Mollerussa el procés de construcció d'una ciutat rural (1940 - 1984) [Mollerussa el proceso de construcción de una ciudad rural (1940-1984)]. Lérida: Diputación de Lérida: Ayuntamiento de Mollerusa. ISBN 84-87029-23-X.
- Rebolledo, Francesc (1996). Personatges i història de Mollerussa a través dels seus carrers [Personajes e historia de Mollerussa a través de sus calles]. Mollerusa: Ayuntamiento de Mollerusa, Diputación de Lérida. ISBN 84-87029-80-9.
- Polo Silvestre, Miquel (1997). Mollerussa - De lloc petit a poble (1889-1938) [Mollerussa - de pequeño lugar a pueblo (1889-1938)]. Mollerusa: Ayuntamiento de Mollerusa.
- Polo Silvestre, Miquel (1997). Mollerussa - De poble a ciutat (1939-1988) [Mollerussa - de pueblo a ciudad (1939-1988)]. Mollerusa: Ayuntamiento de Mollerusa.
- Polo Silvestre, Miquel (1999). Mollerussa - El naixement d'un lloc petit (1839-1888) [Mollerussa -   el nacimiento de un lugar pequeño (1838-1888)]. Mollerusa: Ayuntamiento de Mollerusa.
- Gassió Mónico, Ramon (3 de marzo de 2004). Conéixer Mollerussa [Conocer Mollerussa]. Cultural Sud-Oest. ISBN 978-8493374914.
- Cullerés Balagueró, Miquel Àngel; Polo Silvestre, Miquel; Ripoll Ballesté, Josep (Dec 1, 2004). Història Gràfica De Mollerussa [Historia grafica de Mollerussa]. Mollerusa: Ayuntamiento de Mollerusa. ISBN 978-8460636922.
- Yeguas i Gassó, Joan (2003). Mollerussa (Col.lecció La Creu de Terme, núm. 21). Valls: Cossetània Edicions. ISBN 978-8496035157.
- Soldevila Roig, Jordi (2015). Aigua, burgesia i catalanisme.: Mollerussa, la construcció d'una ciutat (1874-1936). Lérida: Universidad de Lérida. ISBN 978-8484097464.
- Soldevila Roig, Jordi (2015). Aigua, burgesia i catalanisme.: Mollerussa, la construcció d'una ciutat (1874-1936) [Agua, buerguesía y catalanismo: Mollerussa, la construcción de una ciudad (1874-1936)]. Lérida: Ediciones de la Universidad de Lérida (Col.lecció Josep Lladonosa). ISBN 978-8484097464.

### Temáticos
- Salmeron i Bosch, Carles (1988). El Tren de Mollerussa: Historia del ferrocarril Mollerussa-Balaguer (Els Trens de Catalunya). Terminus. ISBN 978-8440416254.
- Polo Silvestre, Miquel; Polo Vives, Carme (18 de julio de 2012). Els vestits de paper a Mollerussa: 40 anys d'història [Los vestidos de papel a Mollerussa: 40 años de historia]. Barcelona: Laia Libros. ISBN 978-8493541149.
- Polo Silvestre, Miquel; Polo Vives, Carme (2015). 50 anys de vestits de paper a Mollerussa [50 años de vestidos de papel en Mollerussa]. Mollerussa: Ajuntament de Mollerussa. ISBN 9788460835639.
- Àngel Cullerés, Miquel (1998). Cent anys de premsa periòdica a Mollerussa [Cien años de prensa periodica en Mollerussa]. Mollerusa: Imprès a Arts Gràfiques Miquel Mollerussa 1998. Amb la col·laboració de l’Ayuntamiento de Mollerusa i de l’Institut d'Estudis Ilerdencs.
- Polo Silvestre, Miquel; Ezquer, Josep Maria (2006). Corals i orfeons a Mollerussa: 25 anys de l'Orfeó Renaixença.
- Polo Silvestre, Miquel (2001). Els Vuitanta anys de la història del futbol a Mollerussa : 1919-1999 [Los ochenta años de la historia del futbol en Molleruss: 1919-1999]. Mollerusa: Ayuntamiento de Mollerusa.
- Polo Silvestre, Miquel (2003). Fires i mercats de Mollerussa [Ferias y mercados de Mollerussa]. Mollerusa: Ayuntamiento de Mollerusa.